# Ali Msarri
Ali Msarri Rashid Abdullah Al Dhahri (Al Ain, 10 settembre 1981) è un calciatore emiratino, difensore del Al Dhafra.